# Igor Giorgadze
Igor Giorgadze (gruz. იგორ გიორგაძე, ros. Игорь Пантелеймонович Георгадзе, ur. 23 lipca 1950 w Zajsanie, w dzisiejszym Kazachstanie) – polityk gruziński, oskarżany o dokonanie w 1995 zamachu na Eduarda Szewardnadze. Uciekł do Rosji, skąd kieruje ruchem Anty-Soros i partią Samartlianoba (Sprawiedliwość), przygotowującym zamach stanu w Gruzji.
W 1973 ukończył wyższą szkołę KGB. W latach 1980–1981 brał udział w inwazji na Afganistan. Był tam oficerem elitarnej jednostki KGB „Kaskada”.
W 1992, gdy pucz obalił prezydenta Gruzji Zwiada Gamsachurdię, Giorgadze opowiedział się za prorosyjskim Eduardem Szewardnadze. Został ministrem bezpieczeństwa publicznego Gruzji.
W 1995 został oskarżony o dokonanie zamachu na Szewardnadze 29 sierpnia 1995. Interpol wydał za nim list gończy, podejrzewając go o terroryzm i przygotowywanie kolejnych zamachów. Nie przeszkadza
to jednak mieszkającemu w Rosji Giorgadze pojawianiu się w rosyjskiej TV.
6 września 2006 gruzińskie służby bezpieczeństwa aresztowały 29 aktywistów partii Giorgadze, oskarżając ich o przygotowywanie zbrojnego przewrotu w Gruzji.